# La Fièvre du samedi soir
 (novembre 2018).
Si vous disposez d'ouvrages ou d'articles de référence ou si vous connaissez des sites web de qualité traitant du thème abordé ici, merci de compléter l'article en donnant les références utiles à sa vérifiabilité et en les liant à la section « Notes et références ».
Pour les articles homonymes, voir Saturday Night Fever (homonymie).
Série
Staying Alive
(1983)
Pour plus de détails, voir Fiche technique et Distribution.
La Fièvre du Samedi Soir (Saturday Night Fever) est un film américain de John Badham sorti en 1977.
La musique du film a beaucoup contribué à populariser le disco, notamment avec les chansons originales des Bee Gees comme Stayin' Alive et Night Fever. L'album de la bande originale, Saturday Night Fever, est d'ailleurs l'une des bandes originales les plus vendues au monde. D'autre part, le film a amplement participé à lancer la carrière de John Travolta, qui tient le rôle principal.
Une suite, Staying Alive, est sortie en 1983 mais n'a pas obtenu le même succès.

## Synopsis
Tony Manero est un jeune italo-américain de 19 ans qui travaille dans un petit magasin de peintures du quartier et vit chez ses parents à Brooklyn. Le week-end, rituellement, lui et sa bande d'amis du quartier (Joey, Double J, Gus et Bobby C.) se retrouvent au club de danse 2001 Odyssey, où Tony a acquis le statut de vedette locale en dansant le disco. Cela lui permet d'échapper à la médiocrité de sa vie, marquée par des affrontements entre jeunes italo-américains et portoricains, des aventures faciles et une certaine désillusion sociale.
Un concours de danse est organisé par le night club : Tony prévoit de concourir avec Annette, une jeune fille du quartier amoureuse de lui mais qu'il tient à distance, quand il voit danser sur la piste Stéphanie, une jeune fille qui s'apprête à quitter Brooklyn pour Manhattan. Elle accepte de concourir avec lui, tout en l'étrillant pour son manque d'ambition dans la vie.
Parallèlement, Franck, le grand frère de Tony, qui concentrait toute la fierté des parents de Tony pour être devenu prêtre, revient à la maison après avoir quitté la prêtrise. Il engage également Tony à ne pas se laisser dicter son destin. Après avoir découvert les talents de danseur de ce dernier en l'accompagnant au 2001, il finit par quitter la maison, conscient qu'il fait honte à ses parents.
Après que Gus a été agressé par les Barracudas, une bande portoricaine, Tony et ses amis se vengent en attaquant leur repaire, mais découvrent que Gus pourrait avoir identifié le mauvais gang. Tony et Stephanie remportent le concours de danse, mais Tony, pensant que le couple puertoricain concurrent, arrivé deuxième, a livré une meilleure prestation et que la décision des juges est biaisée par la notoriété de Tony au club et le racisme, leur donne son trophée et l'argent du prix. Plus tard, Tony tente de forcer Stephanie à l'embrasser et la maltraite, elle le repousse en révélant qu'elle ne l'utilisait que pour le concours et s'en va seule.
Tony, avec Annette ivre, se dirige vers le pont Verazzano-Narrows avec ses amis. Dans la voiture Double J abuse d'Annette pendant que Tony et Bobby, mal à l'aise, n'osent intervenir. Bobby, poussé par un mélange de désespoir et de colère (il tente en vain d'être écouté et soutenu par ses amis) se conduit de manière erratique au bord du pont, Tandis que Tony essaie de le ramener à la raison. Mais Bobby perd l'équilibre et se tue en chutant du pont. Tony, dégoûté par les événements, quitte ses amis et prend le métro pour Manhattan. Il se rend le matin chez Stephanie pour s'excuser et propose de recommencer sa vie à Manhattan. Stephanie accepte ses excuses et ils décident de rester amis, reconnaissant le respect et le soutien moral qu'ils se sont apportés mutuellement.

## Fiche technique
- Titre : La Fièvre du samedi soir
- Titre original : Saturday Night Fever
- Réalisation : John Badham
- Scénario : Norman Wexler, d'après la nouvelle de Nik Cohn (Tribal Rites of the New Saturday Night)
- Musique : Bee Gees (Barry Gibb, Maurice Gibb et Robin Gibb) et David Shire
- Photographie : Ralf D. Bode
- Montage : David Rawlins
- Son : Michael Colgan, Les Lazarowitz, John Wilkinson, Robert W. Glass Jr. et John T. Reitz
- Production : Robert Stigwood
- Société de production : Robert Stigwood Organization
- Société de distribution : Paramount Pictures (États-Unis)
- Pays d'origine :  États-Unis
- Langue originale : anglais
- Format : Couleur - 1,85:1 - Dolby Stéreo
- Dates de sortie : 
  - États-Unis : 16 décembre 1977
  - France : 5 avril 1978

## Distribution

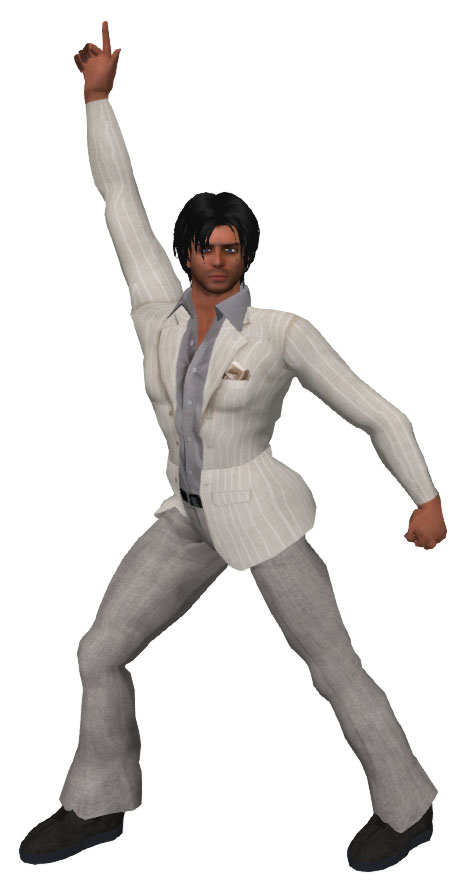
Pose emblématique identique à celle de Tony Manero sur l'affiche du film.

Légende : Doublage de 1978 / Redoublage de 2000
- John Travolta (VF : François Leccia / Alexis Victor) : Tony Manero
- Karen Lynn Gorney (VF : Évelyne Séléna / Laura Blanc) : Stephanie Mangano
- Barry Miller (VF : Thierry Bourdon / Maël Davan-Soulas) : Bobby (Bobby C. en VO)
- Joseph Cali (VF : Pierre Arditi / Olivier Jankovic) : Joey
- Paul Pape (VF : Jean-François Vlérick / Maurice Decoster) : John-Billy (Double J. en VO)
- Bruce Ornstein (VF : Mario Santini / Luc Boulad) : Gus
- Donna Pescow (VF : Annie Sinigalia / Virginie Méry) : Annette
- Val Bisoglio (VF : Jean-François Kopf) : Frank Manero S
- Julie Bovasso (VF : Tamila Mesbah / Anne Jolivet) : Flo Manero
- Martin Shakar (VF : Jean-Pierre Leroux) : Frank Manero Jr
- Sam Coppola (VF : André Valmy) : Dan Fusco
- Nina Hansen (VF : Marie-Jeanne Gardien) : la grand-mère
- Lisa Peluso (VF : Béatrice Bruno) : Linda
- Monty Rock III (VF : Serge Sauvion / Michel Dodane) : le DJ
- Denny Dillon (VF : Arlette Thomas) : Doreen
- Bert Michaels (VF : Georges Aubert / Vincent Violette) : Pete
- Robert Costanzo (VF : Jacques Dynam / Bernard Métraux) : client boutique de peinture
- Donald Gantry (VF : Marc Cassot) : Jay Langhart
- Fran Drescher (VF : Annie Balestra) : Connie
- Ellen March (VF : Anne Kerylen) : Lucille
- Helen Travolta (VF : Ginette Frank) : la cliente du magasin de peinture
- William Andrews (VF : Jacques Richard) : le détective
- Adrienne King : une danseuse (non-créditée)

## Bande originale
1. Stayin' Alive, Bee Gees
2. How Deep Is Your Love, Bee Gees
3. Night Fever, Bee Gees
4. More Than a Woman, Bee Gees
5. If I Can't Have You, Yvonne Elliman (chanson écrite par les Bee Gees dont leur version n’apparaît ni dans l'album ni dans le film)
6. A Fifth of Beethoven, Walter Murphy (version disco de la Symphonie no 5 de Beethoven)
7. More Than a Woman, Tavares
8. Manhattan Skyline, David Shire
9. Calypso Breakdown, Ralph MacDonald
10. Night on Disco Mountain, David Shire (version disco du poème Une nuit sur le mont Chauve de Moussorgsky)
11. Open Sesame, Kool & the Gang
12. Jive Talkin', Bee Gees (chanson utilisée dans une scène coupée du film)
13. You Should Be Dancing, Bee Gees
14. Boogie Shoes, KC and the Sunshine Band
15. Salsation, David Shire
16. K-Jee, MFSB
17. Disco Inferno, Trammps

Chansons utilisées dans le film, mais ne figurant pas sur l'album de la bande originale :
outre les titres présents, sur l'album, on entend aussi durant le film les morceaux suivants :
- Barracuda Hangout de David Shire
- Dr Disco de Rick Dees
- Disco Duck de Rick Dees

Chansons enregistrées pour le film, mais non utilisées :
- Emotion de Samantha Sang
- Emotion, version chantée par les Bee Gees
- If I Can't Have You des Bee Gees (Utilisés en tant que face B du single Stayin' Alive)
- (Our Love) Don't Throw It All Away des Bee Gees
- Warm Ride des Bee Gees

## Distinctions

### Récompenses
- National Board of Review Awards 1977 :
  - Top 10 films
  - National Board of Review Award du meilleur acteur pour John Travolta
- National Society of Film Critics Awards 1977 : 3e place du classement du meilleur acteur pour John Travolta (à égalité avec Fernando Rey pour Cet obscur objet du désir)
- Goldene Leinwand 1978 (récompensant la performance au box-office allemand)
- Grammy Awards 1979 : Grammy Award de l'album de l'année pour la bande originale du film Saturday Night Fever
- National Film Registry 2010 : sélectionné par le National Film Preservation Board pour conservation à la Bibliothèque du Congrès aux États-Unis

### Nominations
- New York Film Critics Circle Awards 1977 : 
  - Meilleur acteur pour John Travolta
  - Meilleure actrice dans un rôle secondaire pour Donna Pescow
- Oscars 1978 : Oscar du meilleur acteur pour John Travolta
- Golden Globes 1978 :
  - Golden Globe du meilleur film musical ou de comédie
  - Golden Globe du meilleur acteur pour John Travolta
  - Golden Globe de la meilleure musique de film pour Barry Gibb, Maurice Gibb, Robin Gibb et David Shire
  - Golden Globe de la meilleure chanson originale pour How Deep Is Your Love pour Barry Gibb, Maurice Gibb et Robin Gibb
- Writers Guild of America Awards 1978 : meilleur drame écrit pour l'écran pour Norman Wexler
- BAFTA Awards 1979 :
  - British Academy Film Award de la meilleure musique de film  pour Barry Gibb, Maurice Gibb et Robin Gibb
  - British Academy Film Award du meilleur son pour Michael Colgan, Les Lazarowitz, John Wilkinson, Robert W. Glass Jr. et John T. Reitz
- DVD Exclusive Awards 2003 : meilleur commentaire audio pour celui de John Badham dans l'édition DVD 25e anniversaire du film

## Autour du film
- Le film fut un des principaux vecteurs de la diffusion internationale de la musique et de la mode disco à la fin des années 70, John Travolta en devenant le symbole. La bande originale du film, composée principalement de chansons des Bee Gees, s'est vendue à 40 millions d'exemplaires dans le monde entier [2].
- Souvent réduit dans la mémoire collective à ses scènes musicales et dansées, le film est cependant aussi une dénonciation de la vie déprimante et sans but d'une certaine jeunesse occidentale urbaine de la fin des années 70, faite d'ennui, de violence et d'aventures sexuelles sordides.
- Karen Lynn Gorney fut engagée pour le rôle de Stephanie un jour avant le début du tournage. Bien qu'interprétant une jeune femme de 20 ans, elle avait en réalité 32 ans.
- Dans le film, il est possible de voir Ann Travolta, la sœur de John Travolta (la femme à la pizza), ainsi que Helen Travolta, sa mère (la femme pour laquelle Tony Manero prend la peinture).
- Le tournage a dû être interrompu quelque temps en raison de la mort de Diana Hyland, la compagne de John Travolta à l'époque.
- Tony Manero a dans sa chambre plusieurs affiches de films : Rocky (John G. Avildsen, 1976) — Sylvester Stallone réalisa la suite de La Fièvre du samedi soir en 1983 sous le titre Staying Alive — d'Al Pacino en Frank Serpico, de Bruce Lee, de Farrah Fawcett, et de Lynda Carter en Wonder Woman.
- La discothèque que Tony visite chaque samedi soir s'appelle le 2001 Odyssey, une référence au film 2001, l'Odyssée de l'espace de Stanley Kubrick. L'établissement était situé au 802 de la 64e rue à Brooklyn. Plusieurs années après sa démolition, le dancefloor lumineux dont il avait été équipé pour les besoins du film est vendu aux enchères en 2017[3].
- Le scénario du film se base sur un article écrit en 1975 dans le New York Magazine par le journaliste britannique Nik Cohn, qui a avoué plusieurs années plus tard l'avoir fabriqué de toutes pièces. La Fièvre du samedi soir n'est donc pas à prendre comme un document sociologique sur le disco, mais comme une fiction pure. Cependant l'atmosphère de l'époque (dancing, danses, modes vestimentaires, libération sexuelle effrénée...) est rendue avec précision.
- Alors qu'il vient tout juste de terminer le tournage du film, John Travolta s'est vu proposer le rôle de Danny Zuko dans Grease, après que Henry Winkler eut refusé le rôle. Il devient alors une star internationale.
- Le film est brièvement parodié dans L'esprit d'Éloi, 25ème album des aventures d'Achille Talon: celui-ci mentionne avoir vu « La Fièvre de superfisc avec John Revoltan ».
- Le film est aujourd'hui critiqué pour sa légitimation du viol et plus généralement de la violence envers les femmes, violence qui fait partie de la Culture du viol normalisée à l'époque de la sortie du film[4]